# Jerkin'
O Jerkin' ou Jerk é um movimento de dança de Los Angeles, Califórnia do Sul. O movimento Jerk estreou em 2008 em Los Angeles, espalhando-se pelo resto da Califórnia e Costa Oeste e conquistando popularidade na Costa Leste dos Estados Unidos. A dança em si consiste em mover os pés para frente e para trás.
O grupo New Boyz surgiu através do Jerkin'.